# Гркиња
Гркиња је насеље у Србији у општини Гаџин Хан у Нишавском округу. Према попису из 2022. било је 497 становника (према попису из 1991. било је 833 становника).
Према турском попису нахије Ниш из 1516. године, место је било једно од 111 села нахије и носило је исти назив као данас, а имало је 59 кућа, 9 удовичка домаћинства, 12 самачка домаћинства.
Овде се производи Гркињска керамика. Половином 1930-тих било је преко 40 грнчара у селу.

## Демографија
У насељу Гркиња живи 670 пунолетних становника, а просечна старост становништва износи 53,1 година (52,3 код мушкараца и 52,0 код жена). У насељу има 222 домаћинства, а просечан број чланова по домаћинству је 2,24.
Ово насеље је великим делом насељено Србима (према попису из 2002. године), а у последња три пописа, примећен је пад у броју становника.
|  |

| Демографија | Демографија | Демографија |
| Година      | Становника  | Становника  |
| ----------- | ----------- | ----------- |
| 1948.       | 1.402       |             |
| 1953.       | 1.393       |             |
| 1961.       | 1.320       |             |
| 1971.       | 1.101       |             |
| 1981.       | 973         |             |
| 1991.       | 833         | 830         |
| 2002.       | 771         | 772         |
| 2011.       | 648         |             |
| 2022.       | 497         |             |

| Етнички састав према попису из 2002.‍ | Етнички састав према попису из 2002.‍ | Етнички састав према попису из 2002.‍ | Етнички састав према попису из 2002.‍ | Етнички састав према попису из 2002.‍ |
| ------------------------------------ | ------------------------------------ | ------------------------------------ | ------------------------------------ | ------------------------------------ |
|                                      |                                      |                                      |                                      |                                      |
| Срби                                 | Срби                                 |                                      | 765                                  | 99,22%                               |
| Словенци                             | Словенци                             |                                      | 1                                    | 0,12%                                |
| непознато                            | непознато                            |                                      | 4                                    | 0,51%                                |

| Година пописа     | 1948. | 1953. | 1961. | 1971. | 1981. | 1991. | 2002. |
| ----------------- | ----- | ----- | ----- | ----- | ----- | ----- | ----- |
| Број домаћинстава | 240   | 260   | 291   | 302   | 301   | 267   | 299   |

| Број чланова      | 1  | 2   | 3  | 4  | 5  | 6  | 7 | 8 | 9 | 10 и више | Просек |
| ----------------- | -- | --- | -- | -- | -- | -- | - | - | - | --------- | ------ |
| Број домаћинстава | 67 | 108 | 53 | 43 | 14 | 11 | 3 | 0 | 0 | 0         | 2,58   |

| Пол    | Укупно | Неожењен/Неудата | Ожењен/Удата | Удовац/Удовица | Разведен/Разведена | Непознато |
| ------ | ------ | ---------------- | ------------ | -------------- | ------------------ | --------- |
| Мушки  | 354    | 80               | 237          | 35             | 1                  | 1         |
| Женски | 336    | 47               | 229          | 53             | 3                  | 4         |
| УКУПНО | 690    | 127              | 466          | 88             | 4                  | 5         |

| Пол    | Укупно                    | Пољопривреда, лов и шумарство | Рибарство                            | Вађење руде и камена | Прерађивачка индустрија       |
| ------ | ------------------------- | ----------------------------- | ------------------------------------ | -------------------- | ----------------------------- |
| Мушки  | 156                       | 12                            | 0                                    | 0                    | 81                            |
| Женски | 70                        | 17                            | 0                                    | 0                    | 35                            |
| УКУПНО | 226                       | 29                            | 0                                    | 0                    | 116                           |
| Пол    | Производња и снабдевање   | Грађевинарство                | Трговина                             | Хотели и ресторани   | Саобраћај, складиштење и везе |
| Мушки  | 2                         | 12                            | 9                                    | 0                    | 8                             |
| Женски | 0                         | 0                             | 4                                    | 1                    | 0                             |
| УКУПНО | 2                         | 12                            | 13                                   | 1                    | 8                             |
| Пол    | Финансијско посредовање   | Некретнине                    | Државна управа и одбрана             | Образовање           | Здравствени и социјални рад   |
| Мушки  | 0                         | 1                             | 8                                    | 5                    | 2                             |
| Женски | 0                         | 1                             | 0                                    | 3                    | 7                             |
| УКУПНО | 0                         | 2                             | 8                                    | 8                    | 9                             |
| Пол    | Остале услужне активности | Приватна домаћинства          | Екстериторијалне организације и тела | Непознато            | Непознато                     |
| Мушки  | 2                         | 0                             | 0                                    | 14                   | 14                            |
| Женски | 0                         | 0                             | 0                                    | 2                    | 2                             |
| УКУПНО | 2                         | 0                             | 0                                    | 16                   | 16                            |

## Споменици културе
- Црква успења Свете Богородице - са покретним стварима у њој које су од посебног културног и историјског значаја, налази се на територији општине Гаџин Хан. Саграђена је 1838. а освештана 1849. године од епископа нишког Калиника. Црква је била осликавана 1861, 1867. и 1875. године.
- Споменик палим борцима у Првом светском рату - у самом центру села налази се споменик који је посвећен палим борцима у Првом светском рату (1912 - 1918 године). Сама споменик састоји се из три бетонска стуба висине 7 метара. На самом предњем делу са леве и десне стране налазе се табле са именима и презименима особа које су животе дали током ових борби. Испред самог споменика налази се метална композиција у виду свода.